# マリアン・マーシュ
マリアン・マーシュ(Marian Marsh、1913年10月17日-2006年11月9日）はアメリカ合衆国の女優、のちに環境保護運動家。

## 経歴
誕生名はViolet Ethelred Krauth。当時の英国領、現在のトリニダード・トバゴ生まれ。父親はドイツ人のチョコレート生産者、母は英国人。
第一次世界大戦後、父の経営が破綻したため、一家でマサチューセッツ州に移住する。彼女が10歳の時、カリフォルニア州へ移住する。その時姉が当時の映画会社に就職、そのおかげで高校まで進学し、また製作者サミュエル・ゴールドウィンとも巡り会う。サイレント映画時代はマリリン・モーガン名義で出演する傍ら演技と発声の練習を行う。1929年ワーナー・ブラザースと契約し、芸名をマリアン・マーシュに変える。
30本の短編作品に出た後、17歳の頃1930年ハワード・ヒューズ監督・制作の『地獄の天使』に端役として出演。この後ジョン・バリモアと共演してゴチック・ホラーもの『悪魔スヴェンガリ』に出演。絵画モデルの娘が魔術師に催眠術で操られるという重要な役どころである。また同じ年にはエドワード・G・ロビンソンと共演の『特輯社会面』(1931)、ジョン・バリモアと再度組んだ『狂へる天才』(1931）などを次々に出演する。
だが18歳になって失敗作などが続き、ワーナーを解雇される。1932年、1934年、1935年ヨーロッパの低予算の映画に出演するが失敗し、1935年コロンビア ピクチャーズと2年契約を結ぶ。ピーター・ローレ共演の『罪と罰』(1935)、ボリス・カーロフとの共演作等撮るが、1937年から38年にかけて数本のB級映画に出ただけでかつての名声は取り戻せなかった。1942年には映画界を引退。1959年完全に引退するまでTVの方で活躍していた。
1938年マーシュは株ブローカーと結婚、2人の子供に恵まれる。夫の死後、航空機のパイオニアで起業家のクリフ・ヘンダーソンと結婚。1960年代、砂漠の美化と保存を旨とした非営利団体を結成し、93歳まで活動していた。